# Elisabeth Perzborn
Elisabeth Perzborn (geb. 1948 in Opladen, heute Stadtteil von Leverkusen) ist eine deutsche Biologin und Pharmaforscherin. Sie erhielt 2009 für die Entwicklung des Gerinnungshemmstoffs Rivaroxaban den Deutschen Zukunftspreis.

## Herkunft und Ausbildung
Elisabeth Perzborn wurde 1948 in Opladen geboren. Ihr Biologiestudium in Aachen schloss sie mit einer Promotion ab.

## Karriere
1979 trat Perzborn in den Bayer-Konzern ein. Sie arbeitete bis 2012 bei der Pharma-Sparte HealthCare in Wuppertal und war eine der ersten Laborleiterinnen in der Pharmabranche. Gemeinsam mit den Chemikern Alexander Straub und Susanne Roehrig und einem interdisziplinären Team entwickelte und erforschte sie in ungezählten Versuchsreihen mit über 700 Substanzen den Wirkstoff Rivaroxaban. 

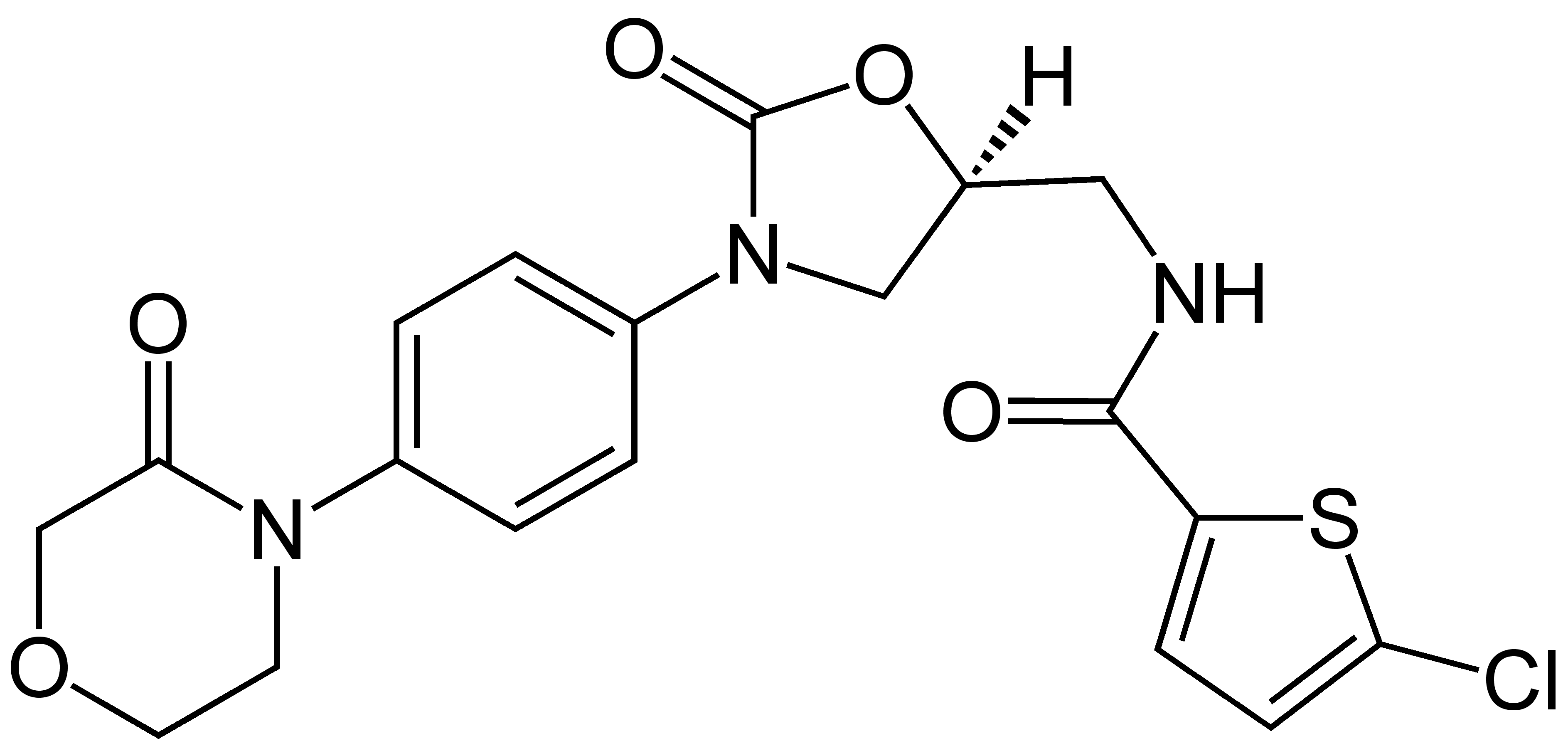
Strukturformel von Rivaroxaban

 Dieser kam 2008 als gerinnungshemmendes Medikament unter dem Handelsnamen Xarelto® auf den Markt und entwickelte sich zum umsatzstärksten Medikament des Bayer-Konzerns (Umsatz 4,5 Mrd. Euro im Jahr 2020). Rivaroxaban wird zur Prophylaxe gegen Thrombosen und Embolien eingesetzt und stellt als DOAK eine Alternative zu den Vitamin-K-Antagonisten und Heparinen dar.
2009 erhielt Perzborn als für die Planung, Ausführung und Koordination der Untersuchungen verantwortliche Laborleiterin zusammen mit Frank Misselwitz (Leiter der klinischen Untersuchungen) und Dagmar Kubitza (Projektleiterin für die pharmakologische Entwicklung) den Deutschen Zukunftspreis verbunden mit 250.000 € aus den Händen von Bundespräsident Horst Köhler für ihre Präsentation Thrombosen verhindern – eine Tablette kann Leben retten.
Misselwitz, Kubitza und Perzborn stifteten ihr Preisgeld für den Bayer Thrombosis-Research-Award, der seit 2013 alle zwei Jahre an Nachwuchsforscher für besondere Leistungen auf dem Gebiet der grundlegenden und klinischen Thromboseforschung vergeben wird.

## Ausgewählte Veröffentlichungen
- mit Susanne Roehrig et al.: The discovery and development of rivaroxaban, an oral, direct factor Xa inhibitor Nat Rev Drug Discov Januar 2011; 10(1):61-75.  doi:10.1038/nrd3185. PMID 21164526
- mit V. Laux et al.: Preclinical and clinical characteristics of rivaroxaban: a novel, oral, direct factor Xa inhibitor. Semin Thromb Hemost. Juli 2007; 33(5):515-23. doi:10.1055/s-2007-982083. PMID 17629849
- mit S. Roehrig et al.: Discovery of the novel antithrombotic agent 5-chloro-N-({(5S)-2-oxo-3-(4-(3-oxomorpholin-4-yl)phenyl)-1,3-oxazolidin-5-yl}methyl)thiophene-2-carboxamide (BAY 59-7939): an oral, direct factor Xa inhibitor. J Med Chem. 22. September 2005; 48(19):5900-8. doi:10.1021/jm050101d. PMID 16161994